# 馬爾摩體育館
馬爾摩體育館是位於瑞典馬爾摩的綜合性體育館，它是瑞典冰球聯賽馬爾摩紅鷹的主場。它是SHL最大的體育館，也是瑞典第二大的室內體育館。

## 外部連結
- 官方网站 （英語）
- Malmö Arena at the official website of Malmö Redhawks （瑞典語）
- Parkfast AB （瑞典語）